# Confessioni (Agostino)
(Incipit delle Confessioni)
Le Confessioni (in latino Confessionum libri XIII o Confessiones) sono un'opera autobiografica in XIII libri di Agostino d'Ippona, padre della Chiesa, scritta nel 398.  È unanimemente ritenuta tra i massimi capolavori della letteratura cristiana. In essa, sant'Agostino, rivolgendosi a Dio, narra la sua vita e in particolare la storia della sua conversione al Cristianesimo.

## Contenuto
(Retractationes II, 6, 1)
L'opera è costituita da un continuo discorso che Agostino rivolge a Dio (libri 1-9), da qui il termine confessione, e inizia con una Invocatio Dei ("invocazione di Dio").
Nei libri I-IX l'autore incomincia con la narrazione, interrotta frequentemente da ampie e profonde riflessioni, della sua infanzia, vissuta a Tagaste, e degli anni dei suoi studi e poi di professione come retore nella città di Cartagine. Durante questo periodo Agostino vive una vita dissoluta e corrotta, fino a quando a 19 anni la lettura dell'Hortensius di Cicerone (opera andata perduta) lo indirizza sulla via della filosofia che lo porta all'adesione al Manicheismo. Il suo lavoro lo porta quindi a Roma e poi a Milano, dove avviene la sua conversione al Cristianesimo e viene battezzato dall'allora vescovo di Milano, Sant'Ambrogio. La narrazione autobiografica si conclude con il ritorno in Africa e la nomina a vescovo di Ippona, carica che ricopre a partire dal 395.
Al suo ritorno a Tagaste nel 388, Agostino aveva terminato l'opera, ma la risonanza dell'opera e le richieste di amici di proseguire la narrazione, lo indussero a scrivere i libri successivi. A questa sofferta decisione è dedicato il libro X.
Nei libri XI-XIII l'autore rivolge la sua attenzione ad una serie di considerazioni sull'essenza del tempo, specie sul suo ruolo nella vita dell'uomo, e sulla sua origine (risalente alla Creazione), effettuando un commento dei relativi passi della Genesi.
(Retractationes II, 6, 1)
Nella sua opera Agostino svela quindi i tre significati del termine confessio:
- Il primo è quello di "confessio peccatorum" (confessione dei peccati), in cui un'anima umilmente riconosce i propri peccati; tale significato è sviluppato nella prima parte della narrazione, incentrata sulle dissolutezze e sugli errori degli anni precedenti alla conversione.
- Il secondo è quello di "laus dei" (lode a Dio), in cui un'anima loda la maestà e la misericordia di Dio; questo si verifica dopo la conversione.
- Il terzo è la "confessio fidei" (professione di fede) in cui un'anima spiega sinceramente le ragioni della propria fede, come ad esempio viene fatto negli ultimi quattro capitoli.

## Struttura e stile

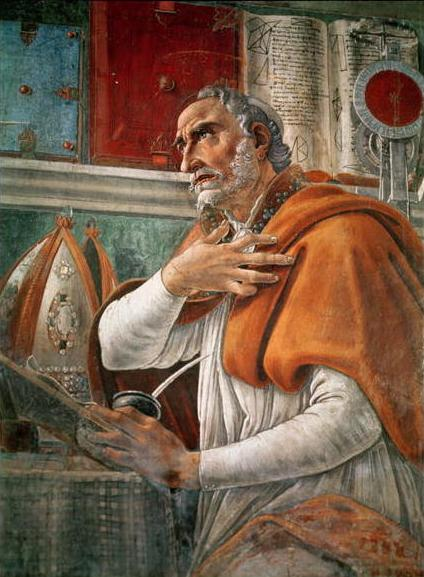
Sant'Agostino dipinto da Sandro Botticelli

Una caratteristica formale che contraddistingue l'opera è lo stile vocativo, il rivolgersi continuo e diretto a Dio, che diventa intenzionalmente un colloquio informale, che cede ora alla preghiera, ora al ringraziamento, ora alla supplica.
Lo stile delle confessioni è inoltre elevato: nell'opera Agostino esibisce tutte le sue abilità di retore e di grande conoscitore delle Sacre Scritture.
L'autore inoltre alterna espressioni concise e rapide ad un periodare articolato e complesso, ricco di figure retoriche, lasciandoci spesso un'impressione di artificio, che riflette indubbiamente la sua abilità di retore consumato e una consuetudine contratta dalla predicazione religiosa. Nelle "Confessiones" è infatti facile rilevare influssi ed echi delle scritture Bibliche e lo stesso testo è estremamente ricco di citazioni dell'Antico e del Nuovo Testamento.
Ne risulta uno stile disuguale, vivo, drammatico, perfettamente aderente al tessuto narrativo. Risulta difficile una lettura continuativa seguendo una trama perché l'opera non si sviluppa con una sola traccia, ma come un insieme di verità, un intreccio di testimonianza e racconto, di cultura filosofica e biblica, di lirica e di riflessione, di ricerca di Dio e dell'uomo.  Per questo motivo egli afferma:
(Confessioni XII, 31)
La scelta di impostare la narrazione usando il dialogo è chiaramente ispirata a Platone, che per mantenere fede agli insegnamenti del suo maestro Socrate, utilizza il dialogo per giustificare la scrittura, rendendo il lettore partecipe in esso.

## Sinossi

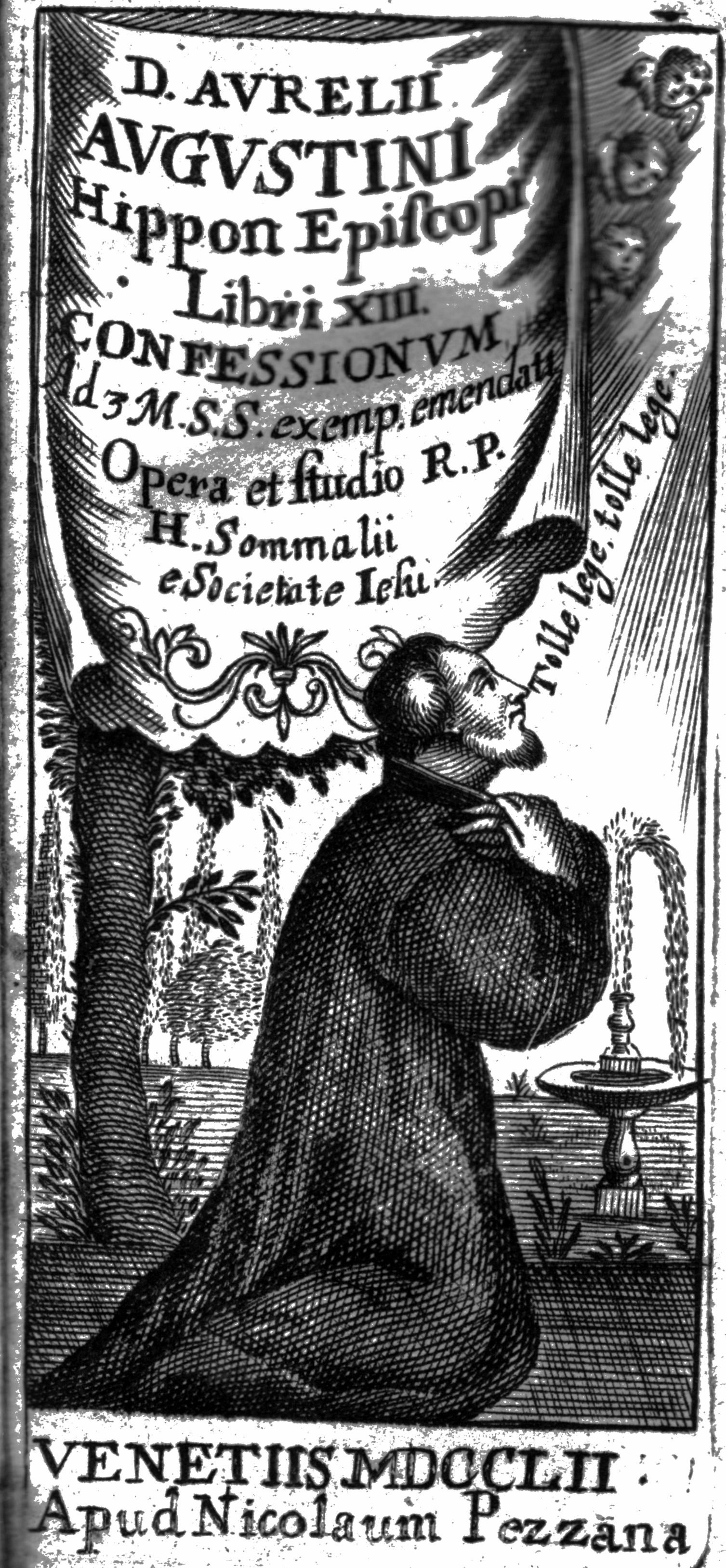
Edizione delle Confessiones pubblicata a Venezia nel 1752

### Libro I
Dopo una serie di invocazioni a Dio, Agostino ricorda la sua infanzia e fa alcune considerazioni sull'animo dei bambini, che già nella culla danno prova di invidia (per il compagno di latte) e di malvagità (tormentano col pianto i genitori). Crescendo Agostino incomincia a frequentare la scuola, ma non è uno studente modello: i maestri lo picchiano in continuazione perché vuole sempre giocare. All'improvviso si ammala ed è sul punto di essere battezzato, ma la sua guarigione spinge la madre a differire il sacramento. Nel crescere Agostino deve imparare il greco, che odia, mentre studia più volentieri il latino (eccelle nelle declamazioni retoriche). Alla fine del libro riflette sull'inutilità delle nozioni epiche e mitologiche apprese, che allontanano il fanciullo da Dio.

### Libro II
A sedici anni Agostino interrompe i suoi studi a Madaura e torna a Tagaste. Qui prova per la prima volta i piaceri dei sensi. Una notte, poi, ruba alcune pere con un gruppo di amici per il solo gusto di infrangere la legge. Segue una lunga riflessione sull'assurdità del suo gesto.

### Libro III
Agostino si reca a Cartagine, dove si appassiona agli spettacoli teatrali e all'amore carnale. Lì legge l'Ortensio di Cicerone e incomincia ad amare la filosofia. Sfoglia la Bibbia, ma la trova troppo rozza, così aderisce alla setta dei manichei. Intanto sua madre ha un sogno profetico e decide di andare a vivere assieme a lui. Rattristata dalla sua passione per il manicheismo implora un vescovo di parlare col figlio, ma quello rifiuta perché è inutile. Poi, commosso dalle sue preghiere, aggiunge: «Il figlio di queste lacrime non può morire» («Fieri non potest, ut filius istarum lacrimarum pereat», Confessioni, III, xii).

### Libro IV
Agostino è ormai un seguace dei manichei. Si è unito stabilmente a una donna, insegna retorica a Tagaste e partecipa a gare letterarie. Si appassiona all'astrologia, ma ne viene distolto da Vindiciano, governatore di Cartagine. Il Santo in questo periodo è molto amico di un giovane che ha studiato assieme a lui. Questi, però, muore all'improvviso e Agostino, distrutto dal dolore, si trasferisce a Cartagine. Qui compone l'operetta perduta De pulchro et apto, che dedica a Jerio, famoso oratore romano. Racconta poi di aver letto le Categorie di Aristotele, ma di aver fatto cattivo uso della sapienza lì contenuta, che l'ha allontanato ancor più da Dio.

### Libro V
A Cartagine arriva Fausto, un famoso vescovo manicheo. Agostino è tormentato da dubbi religiosi perché le sue nozioni di astronomia sono contraddette senza ragione da Mani. Così si rivolge a Fausto, ma questi è totalmente ignorante in materia e lo ammette con sincerità. Qualche tempo dopo Agostino decide di trasferirsi a Roma, in modo da sfuggire all'indisciplina degli studenti cartaginesi. Sua madre vorrebbe seguirlo, ma lui la lascia indietro con l'inganno. Nell'Urbe si ammala gravemente, ma riesce a guarire e dubita sempre più della correttezza delle dottrine manichee; si avvicina agli accademici e al loro scetticismo. Intanto gli studenti romani non lo pagano, così, anche grazie all'appoggio di Simmaco, si trasferisce a Milano. Qui ascolta, inizialmente per puro interesse retorico, le omelie di sant'Ambrogio. Tuttavia lentamente la fede si insinua in lui e decide di essere di nuovo catecumeno nella Chiesa Cattolica.

### Libro VI
Monica, sua madre,  raggiunge Agostino a Milano e diventa una devota di sant'Ambrogio. Il vescovo talvolta parla con Agostino, ma non ha il tempo di risolvere tutti i suoi dubbi. Agostino nel frattempo rivaluta la Bibbia e prosegue la sua carriera di retore. Un giorno, prima di pronunciare un panegirico davanti all'imperatore, incontra un mendicante ubriaco e capisce che quello, a differenza di lui, è felice. Il Santo, poi, parla dell'amico Alipio, un tempo amante degli spettacoli circensi e gladiatori, poi ravvedutosi. Questi diventa presto un magistrato e agisce sempre con grande onestà. Quindi Agostino torna alla sua vicenda personale: a Milano è schiavo dei sensi, ripudia la sua prima compagna, da cui aveva avuto un figlio, in attesa di sposare una fanciulla con una ricca dote, ma non riesce a mantenersi casto.

### Libro VII
Agostino riflette su Dio e conclude che le tesi dei manichei sono assurde. Poi volge la sua mente al problema del male: perché un Dio buono ha permesso che il male esistesse? Legge alcuni testi neoplatonici e grazie ad essi e alla Provvidenza comprende che il male non è una sostanza, ma un traviamento della volontà, che si allontana da Dio. Racconta poi di una visione da lui avuta, espone le sue idee sull'Incarnazione e infine dice di aver trovato le risposte a molte sue domande in san Paolo: Dio per salvare le anime degli uomini non si basa sulle opere che questi ultimi conseguono, ma sulla loro fede in Dio e nell'incarnazione di Cristo.

### Libro VIII
Agostino va da Simpliciano, un dotto sacerdote, e questi gli narra la conversione di Mario Vittorino, celebre intellettuale romano. Agostino, che non ama più il suo incarico di maestro di retorica, pensa di imitare subito Mario Vittorino, ma in lui c'è un conflitto tra due tendenze diverse della stessa volontà. Un giorno Agostino e Alipio ricevono Ponticiano, un membro della corte imperiale, che racconta loro la conversione di due funzionari romani di Treviri, che durante una passeggiata avevano letto un brano della Vita di san Antonio, trovata per caso in una capanna. Dopo aver saputo di queste repentine conversioni Agostino, in preda a una lotta interiore, esce in giardino, sente un bambino che esclama «tolle lege, tolle lege» («prendi leggi, prendi leggi», Confessioni, VIII, xii), apre le Lettere di san Paolo e legge un brano contro la concupiscenza (Rm 13,13-14). Dopo aver comunicato all'amico quanto gli è accaduto Agostino scopre che anche l'amico Alipio ha avuto lo stesso percorso, così entrano in casa e annunciano il tutto a Monica, che esulta di gioia.

### Libro IX
Agostino in questo capitolo rinuncia all'insegnamento usando come pretesto un disturbo ai polmoni per non suscitare malignità da parte dei genitori degli studenti, e si reca per le vacanze della vendemmia in una villa assieme al figlio Adeodato, il fratello (nominati ora entrambi per la prima volta), l'amico Alipio, e qualche suo discepolo. È questo il capitolo del battesimo (il quale insieme ad Agostino lo ricevettero Adeodato e Alipio) e della morte di Monica, alla quale dedica parecchi racconti per ricordarla e per pregare Dio per i suoi peccati. Aveva bevuto di nascosto del vino in gioventù, le rimproverava anche la sua mitezza come sposa e la sua concordia con la suocera. Descrive poi l'estasi avuta da lui e sua madre a Ostia prima di narrarne la morte. Monica non si preoccupa affatto della sua sepoltura, perché è certa che il Signore saprà da dove risuscitarla alla fine dei secoli e perché conta sulle preghiere dei figli che la ricorderanno avanti l'altare del Signore in ogni parte del mondo. Agostino è molto sollevato da questo suo cambio di idea in quanto si era sempre preoccupata della sepoltura fisica accanto al marito, il che risulta superflua rispetto alla grandezza del Signore.

### Libro X
Agostino espone i motivi che lo hanno spinto a scrivere le Confessioni. Poi dice che ha sempre amato Dio e che lo ha cercato nel Creato, ma Dio non è uno degli elementi, che però rimandano costantemente a Lui. Descrive quindi in modo minuzioso la memoria e i suoi contenuti. Osserva che tutti gli uomini desiderano la felicità, ma pochi la trovano, perché solo in Dio c'è la vera gioia. Espone infine i difetti dell'uomo: la concupiscenza, l'amore per i profumi, per i canti, per gli oggetti appariscenti, per la vana curiosità. Il pericolo più insidioso, però, è la superbia, conseguenza delle lodi degli uomini. Considerato tutto questo emerge che l'uomo si può riconciliare con Dio solo attraverso Cristo.

### Libro XI
Agostino prega Dio perché gli dia la sapienza per comprendere le Sacre Scritture. Analizza poi il primo versetto della Genesi e si chiede con quale parola Dio abbia creato il cielo e la terra. Argomenta che tutto è stato creato nel Verbo, che è il Figlio. Poi riflette su Dio e sull'eternità: che cosa faceva Dio prima della creazione del mondo? Nulla, perché il tempo non esisteva. Segue una lunga riflessione sull'argomento, in cui Agostino sostiene che il tempo non esiste oggettivamente, ma è frutto della coscienza degli individui, divenendo così una sorta di dimensione interiore soggettiva. Tali considerazioni si concludono con l'affermazione sul fatto che esistono tre tempi: il presente del passato (la memoria), il presente del presente (l'intuizione) e il presente del futuro (l'attesa).

### Libro XII
Agostino commenta i primi versetti della Genesi, analizza il concetto di tenebre e di materia informe, poi argomenta che Dio ha creato dal nulla (de nihilo) e fuori dal tempo. Seguono alcune riflessioni sui termini «in principio», «cielo» e «terra». Dopo aver elencato le varie interpretazioni possibili conclude che probabilmente il pensiero di Mosè, autore della Genesi, è applicabile a diverse teorie. Agostino non sa quale sia più vera e ammonisce gli uomini a non lanciarsi in speculazioni azzardate per evitare di finire come uccelli implumi caduti dal nido perché incapaci di volare.

### Libro XIII
Agostino continua il commento dei primi versetti della Genesi. Interpreta allegoricamente la creazione della luce e lo spirito che si libra sulle acque, figura dello Spirito Santo che eleva i cuori degli uomini verso Dio distogliendoli dal tendere verso il peccato. Riflette poi sulla Trinità, che tenta di spiegare con un'analogia ai verbi «essere», «conoscere» e «volere». Commenta poi la creazione delle acque, della terra, del giorno e della notte, osservando che non solo il mondo, ma anche gli uomini hanno ricevuto da Dio doni diversi, paragonati alle stelle che brillano nel firmamento. Gli astri sono accostati anche agli Apostoli, che hanno ricevuto il fuoco dello Spirito Santo. Infine menziona la creazione di rettili, uccelli, pesci e dell'uomo, fatto a immagine e somiglianza di Dio. Agostino conclude l'opera augurandosi di trovare pace nella vita eterna.

## Temi

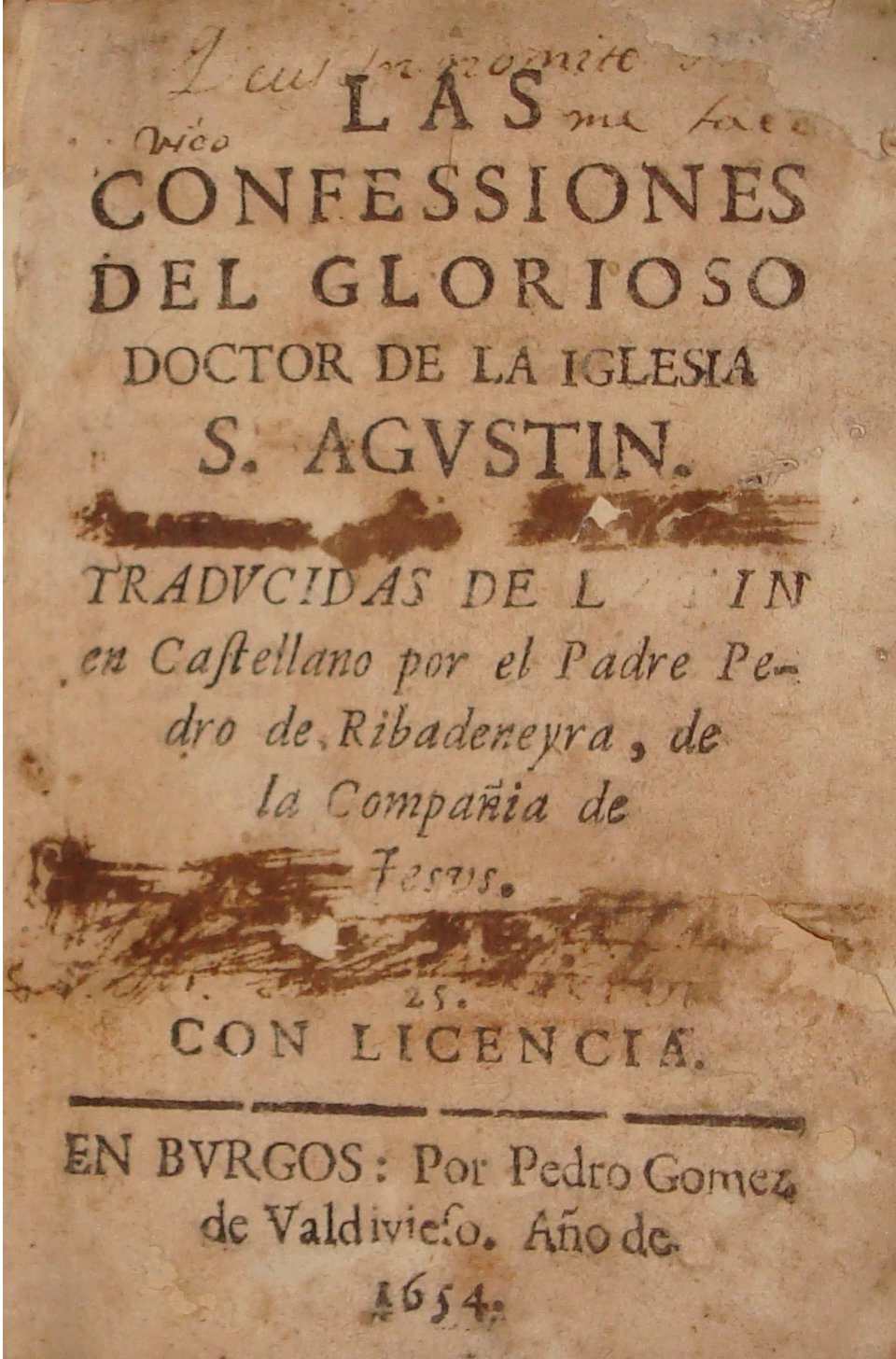
Frontespizio di una traduzione dal latino allo spagnolo del 1654

Tematica centrale dell'opera è il rapporto tra Dio e l'uomo e in particolare di come l'uomo, che cerca la felicità e dunque (secondo quanto insegnato dalla filosofia greca) la verità, per conoscere Dio non possa ricorrere alla sola ragione ma abbia bisogno anche del sostegno della Grazia divina e, quindi, della fede.

### La modernità dell'opera
L'opera, grazie alla sua forte concentrazione sull'io dell'autore, svela una sua sorprendente modernità, non solo nel senso di "attualità": pur non essendo infatti la prosa dell'interiorità una novità assoluta nell'ambito delle letterature classiche, è assolutamente nuova la forza dell'ispirazione e soprattutto il fatto che l'autore narri diffusamente e, almeno per quel che ne sappiamo, in modo totalmente sincero, della propria vita, facendo di essa il vero fulcro dell'opera; tanto che, tra i tanti generi letterari presenti in diversa misura nelle Confessioni (tra cui appunto quello dottrinale), quello più evidente e universalmente noto è proprio il loro essere "autobiografia".
Un altro punto di modernità è rappresentato dal fatto che la dimensione autobiografica principale sia quella interiore, dell'anima; inoltre, gli avvenimenti esteriori, pur non assenti, sono rivissuti con l'atteggiamento severo del peccatore pentito: si vedano gli episodi del furto di pere (II, 9-18), dell'adolescenza e dei primi segni della pubertà, dell'attrazione irresistibile per il sesso femminile, del figlio illegittimo avuto da una concubina. Difficilmente le opere biografiche o autobiografiche dell'antichità si erano permesse una tale a-storicità e un tale ripiegamento introspettivo.

## Finalità dell'opera
Stabilire lo scopo che ha indotto Agostino a scrivere l'opera non è semplice.
Naturalmente fra i motivi della nascita delle Confessioni va considerata anche la necessità, in un periodo difficile per il Cristianesimo, di controbattere ad alcune eresie e di risolvere questioni inerenti alla fede sollevate dalle recenti persecuzioni in alcune zone del bacino del Mediterraneo. Ma sarebbe limitativo considerare l'opera come semplice esempio del filone apologetico, dottrinale o anti-eretico.
In mancanza di dati oggettivi, si sono avanzate diverse ipotesi che mirano non tanto a spiegare la genesi dell'opera, quanto ad individuarne la causa occasionale: alcuni hanno ipotizzato che Agostino abbia voluto giustificarsi con i Donatisti, che gli rinfacciavano le intemperanze giovanili per screditarlo, altri studiosi hanno visto nell'opera una confessione pubblica come quella dei catecumeni. Un'altra tesi è quella per cui egli abbia voluto esemplificare agli altri, attraverso la propria esperienza personale, il faticoso ascendere della sua anima verso il Padre celeste, per celebrarne la grandezza e la misericordia.
Per quest'ultimo motivo "le confessioni" potrebbero essere considerate la storia di una "peregrinatio animae" ("pellegrinaggio dell'anima"), in cui lettori di epoche e culture diverse possono trovare conforto e stimolo per la meditazione sugli eterni e immutabili problemi esistenziali.

## Diffusione e influssi
La fortuna delle Confessioni fu grandissima: se nel De Civitate Dei Agostino è più ispirato e nel De Trinitate più profondo, solo qui raggiunge una sintesi di fede, arte e cultura che nei secoli ispirerà grandissimi artisti e letterati come Dante Alighieri, Francesco Petrarca e Botticelli.
Le Confessioni furono subito oggetto di commento e di studio in primis dal vescovo di Calama, Possidio, che conobbe di persona Agostino e ne scrisse la biografia:
(Possidio, Sancti Augustini vita, praefatio)
Furono inoltre influenzati dalle Confessiones letterati come Petrarca (che ne fece modello del Secretum), per arrivare a Rousseau, che ne adottò il titolo per la sua opera autobiografica, giustificando la scelta con ragioni ovviamente diverse da quelle di Agostino.

## Commenti
(Maria Bettetini)

## Edizioni
- Le Confessioni, trad. di Enrico Bindi, Firenze, G. Barbèra, 1864; Alba-Roma-Catania, Pia Società San Paolo, 1940-42.
- Le Confessioni, trad. di Onorato Tescari, Torino, SEI, 1935.
- Le Confessioni, Introduzione, versione e note di Mario Capodicasa, Edizioni Paoline, I ed., aprile 1949 - VIII ed., 1967.
- Le Confessioni, traduzione di Antonio Masini, Collana I classici del giglio, Firenze, Salani, 1950.
- Le confessioni, traduzione di Carlo Vitali, Collana BUR, Milano, Rizzoli Editore, giugno 1958; Introduzione di Christine Mohrmann, BUR, aprile 1974-2025; Milano, Fabbri Editori, 1996-2001.
- Le Confessioni, testo latino dell'edizione di Martin Skutella riveduto da Michele Pellegrino, Introduzione, traduzione, note e indici di Carlo Carena, Collana Opere di Sant'Agostino, Roma, Città Nuova, 1965; Prefazione di M. Pellegrino, Collana I Millenni, Torino, Einaudi, 1967; Introd., trad. riveduta e note a cura di C. Carena, Collana NUE n.187, Einaudi, 1984; Collana Oscar, Mondadori, 1984-2016; Milano, CDE, 1986; trad. nuovamente riveduta di C. Carena, a cura di Maria Bettetini, Biblioteca della Pléiade, Einaudi, 2000; commento di M. Bettetini riveduto, Collana Einaudi Tascabili, Einaudi, 2002-2025; RBA, 2017.
- Le Confessioni, Introduzione, versione e note a cura di Giuseppe Capello, Torino, Marietti, 1966.
- Le confessioni, Introduzione, testo e trad. a cura di Antonio Marzullo, premesse e note di Virginia Foà Guazzoni, Bologna, Zanichelli Editore, 1968.
- Le Confessioni, traduzione e commento del Padre Anselmo Bussoni,[6] Parma, Abbazia di S. Giovanni Evangelista, 1973; Parma, Luigi Battei, 1983.
- Le Confessioni, Introduzione, trad. e note di Aldo Landi, Collana Patristica e del Pensiero Cristiano, Roma, Edizioni Paoline, 1975; IV ed. riveduta, Collana Letture cristiane del primo millennio, Cinisello Balsamo, Edizioni Paoline, 1987, ISBN 978-88-315-0059-3.
- Confessioni, trad., Introduzione e commento di Matteo Perrini, Brescia, La Scuola, 1977-2005, ISBN 978-88-350-1745-5.
- Confessioni, Introduzione di Stefano Pittaluga, trad. e note di Roberta De Monticelli, Collana I Classici, Milano, Garzanti, 1989; Collana I Libri della Spiga, Garzanti, 1990, ISBN 978-88-115-8604-3; Collana I grandi libri, Garzanti, 1991-2025.
- Confessioni, trad. di Gioachino Chiarini, 5 voll., Collezione Scrittori greci e latini, Milano, Fondazione Lorenzo Valla-Mondadori, 1992-1997.
- Le Confessioni, trad. del Padre Guido Sommavilla, Introduzione e commento di Hans Urs von Balthasar, Casale Monferrato, Piemme, 1993, ISBN 978-88-384-1476-3.
- Soliloqui e Confessioni, a cura di Aldo Moda, Collezione Classici della religione, Torino, UTET, 1997, ISBN 978-88-020-5065-2.
- Le Confessioni, trad. e cura di Giuliano Vigini, presentazione di Joseph Ratzinger, San Paolo Edizioni, 2001, ISBN 978-88-215-4379-1.
- Confessioni, traduzione di Giorgio Sgargi, Introduzione di Antonio Cacciari, Collana Classici Greci e Latini, Siena, Barbèra Editore, 2007, ISBN 978-88-789-9152-1; Collana Grandi Classici Greci e Latini, Santarcangelo di Romagna, Rusconi, 2010, ISBN 978-88-180-2749-5.
- Le Confessioni, trad. di Vico Stella, Note e Introduzione di P. Remo Piccolomini, Collana Gli scritti dei santi, Camerata Picena, Shalom, 2008.
- Confessioni, Monografia introduttiva, trad., parafrasi, note e indice a cura di Giovanni Reale, testo latino a fronte dell'edizione di Martin Skutella, Collana Il pensiero occidentale, Milano, Bompiani, 2012, ISBN 978-88-452-7201-1.
- Le confessioni, a cura di Dag Tessore, traduzione di Dag Tessore, introduzione di Vittorino Grossi, 7ª ed., Roma, Newton Compton, 2021.
- Storie di conversione. Confessioni, libro VIII, a cura di Fabio Gasti, Venezia, Marsilio, 2012.
- Le Confessioni, trad. di Don Sauro Carletti, Tipografia Tuderte.